# Thorectes coloni
Thorectes coloni is een keversoort uit de familie mesttorren (Geotrupidae). De wetenschappelijke naam van de soort werd in 1998 gepubliceerd door Ruiz.